# Kerstin Bagge
Rut Kerstin Margareta Bagge, född Jakobsson 4 april 1935 i Sundbyberg, är en svensk sångare och skådespelare.
Hon var medlem i gruppen Gals and Pals och har varit gift med Lasse Bagge men blev sedermera omgift.
Kerstin Bagge tilldelades Musikerförbundets pris Studioräven 2018.

## Filmografi

### Roller
- 1964 – Svenska bilder
- 1969 – Herkules Jonssons storverk (TV-serie)
- 1969 – Spader Madame (TV-serie)
- 1977 – Jack
- 1978 – Chez Nous
- 1979 – Jag är med barn
- 1983 – Katy

### Röst
- 1941 – Dumbo
- 1942 – Bambi
- 1981 – Det våras för smurfan
- 1981 – Smurfarna och den fiffige trollkarlen

### Sångare
- 1980 – Sverige åt svenskarna

## Scenframträdanden (urval)
- 1966 – Gula hund
- 1969 – Dorotea Stein von... i Spader, Madame! eller Lugubert sa Schubert av Hans Alfredson och Tage Danielsson (även regi), Oscarsteatern[5]
- 1976 – Svea Hund på Göta Lejon